# Sabria Dahane
Sabria-Faïza Dahane (tiếng Ả Rập: صبرية دهان; sinh ngày 7 tháng 2 năm 1985) là một cựu vận động viên bơi lội người Algeria, chuyên về các sự kiện hỗn hợp cá nhân. Cô là thành viên của Câu lạc bộ bơi lội Lyon (tiếng Pháp: Clubs de natation à Lyon) ở Lyon, Pháp.
Dahane đủ điều kiện cho cuộc đua cá nhân 400 m của phụ nữ tại Thế vận hội Mùa hè 2004 ở Athens, bằng cách đạt được cả kỷ lục Algeria và thời gian nhập cảnh tiêu chuẩn B là 5: 00.74. Cô đã kết thúc ở vị trí cuối cùng với sức nóng đầu tiên hơn chín giây sau Ana Dangalakova của Bulgaria, ghi lại thời gian chậm nhất là 5:10.20. Dahane thất bại trong trận chung kết, khi cô xếp thứ hai mươi tư vào buổi sáng sơ bộ.